# Glenea pseudomyrsine
Glenea pseudomyrsine là một loài bọ cánh cứng trong họ Cerambycidae.